# Stein-Stachelratte
Die Stein-Stachelratte oder Mount-Kunupi-Ratte (Rattus steini) ist ein auf Neuguinea verbreitetes Nagetier in der Gattung der Ratten. Sie stellt vermutlich die Schwesterart der Gemeinen Neuguinea-Ratte (Rattus novaeguineae) dar und beide Arten zusammen bilden eine gemeinsame Entwicklungslinie mit der Großen Neuguinea-Stachelratte (Rattus praetor). Das Taxon Rattus steini könnte eine Artengruppe darstellen. Diese Ratte ist nach dem deutschen Zoologen Georg H. W. Stein benannt.

## Merkmale
Mit einer Kopf-Rumpf-Länge von 140 bis 193 mm, einer Schwanzlänge von 140 bis 193 mm und einem Gewicht von 110 bis 220 g ist die Art etwas kleiner als die Große Neuguinea-Stachelratte. Sie besitzt 33 bis 37 mm lange Hinterfüße und 16 bis 21 mm lange Ohren. Verglichen mit den nahen Verwandten hat sie schmalere Füße. Dünne stachelartige Haare sind nur bei großen Exemplaren ins weiche Fell eingemischt. Die graue Unterwolle ergibt zusammen mit den braunen Deckhaaren der Oberseite, die teilweise rote Spitzen besitzen, ein gesprenkeltes Aussehen. Bei Jungtieren ist das oberseitige Fell mehr rotbraun. Die Haare der Unterseite sind grau und besitzen gelbliche Spitzen. Der Kopf ist durch dunkelbraune Ohren und recht kurze Vibrissen gekennzeichnet. Die Stein-Stachelratte hat cremefarbene bis hellbraune Vorder- und Hinterpfoten sowie einen dunkelbraunen Schwanz mit verstreuten kurzen Haaren. Von den paarig angeordneten Zitzen befinden sich zwei oder vier auf der Brust und vier im Leistenbereich. Der diploide Chromosomensatz dieser Art enthält 32 Chromosomen (2n=32).

## Verbreitung
Das Verbreitungsgebiet liegt in den zentralen Gebirgen Neuguineas. Die Stein-Stachelratte lebt in Regionen, die auf 400 bis 2800 Meter Höhe liegen. Sie bewohnt hauptsächlich dichte feuchte Tropenwälder und besucht gelegentlich Waldränder, Gärten und Wiesen.

## Lebensweise
Diese Ratte hält sich vorwiegend auf dem Boden auf, obwohl sie zeitweilig im Unterholz klettert. Sie gräbt U-förmige unterirdische Nester mit zwei Eingängen und ruht manchmal in Baumhöhlen. Die Nahrung ist hauptsächlich pflanzlich, wobei Bauern von Schäden an Süßkartoffeln und Gemüse berichteten. Paarungen können zu allen Jahreszeiten vorkommen. Weibchen gebären pro Wurf meist drei oder vier Nachkommen und gelegentlich fünf.

## Gefährdung
Die eingeschleppte Hausratte (Rattus rattus) kann gebietsweise als Konkurrent auftreten. Die Gesamtpopulation der Stein-Stachelratte gilt als stabil. Die IUCN listet die Art als nicht gefährdet (least concern).